# Crataegus menandiana
Crataegus menandiana är en rosväxtart som beskrevs av Charles Sprague Sargent. Crataegus menandiana ingår i hagtornssläktet som ingår i familjen rosväxter. Inga underarter finns listade i Catalogue of Life.